# 山脉列表
山脉列表，依照“洲”顺序排列，包括现已发现和命名的天体的山脉。

## 非洲
- 阿伯德尔山脉
- 阿哈加尔山脉（英语：Ahaggar Mountains）
- 阿特拉斯山脉
- Cherangany Hills, Kenya
- 德拉肯斯堡山脉（龙山）
- 埃塞俄比亚高原
- 艾哈迈尔山脉（英语：Ahmar Mountains）
- 李文斯东山脉（英语：Livingstone Mountains）
- Mitumba Mountains, Congo
- 鲁文佐里山脉
- 塔西里·阿杰尔山脉
- 提贝斯提山脉
- 维龙加山脉

## 南极洲
- 阿勒代斯山脈，南乔治亚和南桑威奇群岛
- 騰格里山脈，利文斯頓島
- 横贯南极山脉
  - 毛德王后山脈
    - 布什山脈
    - 英聯邦山脈
    - 多明尼昂山脈
    - 哥德山脈
    - 赫伯特山脈
    - 奧拉夫王子山脈
    - 休斯山脈
    - 支持者山脈
- 黑邁弗朗特山脈，毛德皇后地
- 彭薩科拉山脈
- 薩爾韋森山脈，南乔治亚和南桑威奇群岛

## 大洋洲
- 巴里桑山脉
- 克拉克山脉
- 富林德斯山脉
- 大分水岭（澳大利亚）
- 蓝山山脉
- 雪山山脉（澳大利亚）
- 麦当劳山脉（麦当奴山脉）（英语：MacDonnell Ranges）
- 新几内亚高地（英语：New Guinea Highlands）
- 俾斯麦山脉
- Star Mountains
- Thurnwald Range
- Pegunungan Maoke, New Guinea
- 欧文·斯坦利山脉
- 南阿尔卑斯山脉（新西兰）
- 苏迪曼山脉
- 西澳大利亚山脉（英语：Western Australia Mountains）
- 哈默斯利岭（英语：Hamersley Range）

## 亚洲
- 中央山脈（台灣）
- 雪山山脈（台灣）
- 海岸山脈（台灣）
- 玉山山脈（台灣）
- 阿里山山脈（台灣）
- 阿尔波兹山脉（伊朗）（英语：Alborz Mountains）
- 阿尔泰山脉（中國新疆維吾爾自治區北部和蒙古西部西北延伸至俄羅斯境內）
- 阿纳德尔山脉（英语：Anadyr Range）
- 前黎巴嫩山脉（英语：Anti-Lebanon）
- 阿拉伯山脉（英语：Arabian Mountains）
- 卡拉巴略山脉（菲律宾吕宋岛）（英语：Caraballo）
- 高加索山脉
- 解尔斯基山脉（英语：Cherskiy Range）
- 钦山（缅甸）（英语：Chin Hills）
- 科迪勒拉山脉（英语：Cordillera Central）
- Dzhugdzhur Mountains（西伯利亚）
- 东高止山（印度）（英语：Eastern Ghats）
- 西高止山（印度）
- 厄尔布尔士山脉（伊朗）
- Gydan Mountains（俄罗斯）
- 喜马拉雅山脉
- 兴都库什山脉
- 喀喇昆仑山脉
- 帕米尔山脉（英语：Pamir Mountains）
- 日本阿尔卑斯山脉
- 赤石山脉（日本）
- 飞驒山脉（日本本州）
- 木曾山脉（日本）
- 兴安岭
- 外兴安岭
- 大兴安岭
- 小兴安岭
- 昆仑山脉
- 阴山山脉，（中国）
- 秦岭（中国）
- 横断山脉（中国）
- 塞亚山脉（英语：Koryak Mountains）
- 萨彦岭（西伯利亚南部）
- 马德雷山系（英语：Sierra Madre）
- 斯科特阿林山脉（英语：Sikhote Alin Mountains）
- 苏莱曼山脉
- 托罗斯山脉
- 天山山脉
- 蒂迪旺沙山脉（马来半岛）
- 乌拉尔山
- 维尔霍扬斯克山脉（英语：Verkhoyansk Mountains）
- 西高止山脉（印度）
- Yablonoi Mountains（西伯利亚）
- 扎格罗斯山脉

## 欧洲
- 斯堪的纳维亚山脉
- 阿尔卑斯山脉
  - 比利牛斯山脉
  - 亚平宁山脉
  - 喀尔巴阡山脉

- 奔宁山脉

## 美洲
- 科迪勒拉山系
  - 洛磯山脉
  - 太平洋海岸山脉
  - 内华达山脉
  - 安第斯山脉
- 阿帕拉契山脉
- 拉布拉多高原